# Павловка (Куйбишевський район)
Павловка (рос. Павловка) — присілок у Куйбишевському районі Новосибірської області Російської Федерації.
Входить до складу муніципального утворення Горбуновська сільрада. Населення становить 88 осіб (2010).

## Історія
Згідно із законом від 2 червня 2004 року органом місцевого самоврядування є Горбуновська сільрада.

## Населення
| 1926 | 2002 | 2007 | 2010 |
| ---- | ---- | ---- | ---- |
| 290  | ↘110 | ↗113 | ↘88  |